# 蒲郡信用金庫

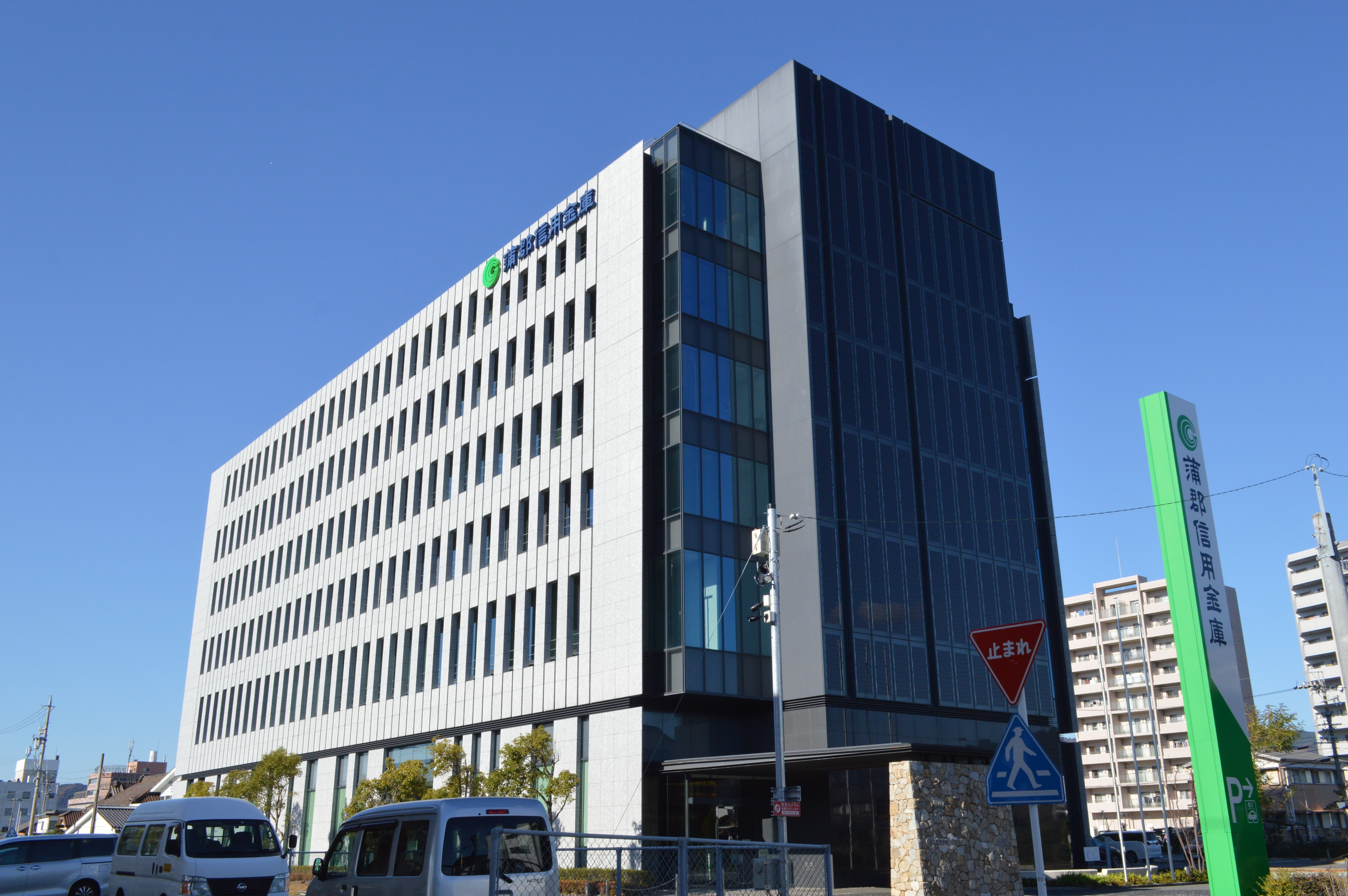
蒲郡信用金庫本店

蒲郡信用金庫（がまごおりしんようきんこ）は、愛知県蒲郡市に本店を置く信用金庫。通称「がましん」。

## 概要

### 代表者
- 理事長：岡本聡哉（おかもととしちか）

### 預金高
- 1兆247億円 （2013年（平成25年）9月30日時点）

### 営業地域
蒲郡市・豊川市・豊橋市・田原市・岡崎市・西尾市・額田郡幸田町・名古屋市全域（昭和区・瑞穂区・南区）・新城市・安城市・碧南市・高浜市・刈谷市・知立市・豊田市・みよし市・長久手市・日進市・豊明市・大府市・東海市・愛知郡東郷町・知多郡東浦町・静岡県湖西市・浜松市（浜名区のうち旧北区〈旧引佐郡三ケ日町域〉・中央区のうち旧西区・旧南区）。
※ 店舗設置地区は太字表記。

### 指定金融機関
- 蒲郡市

## 沿革

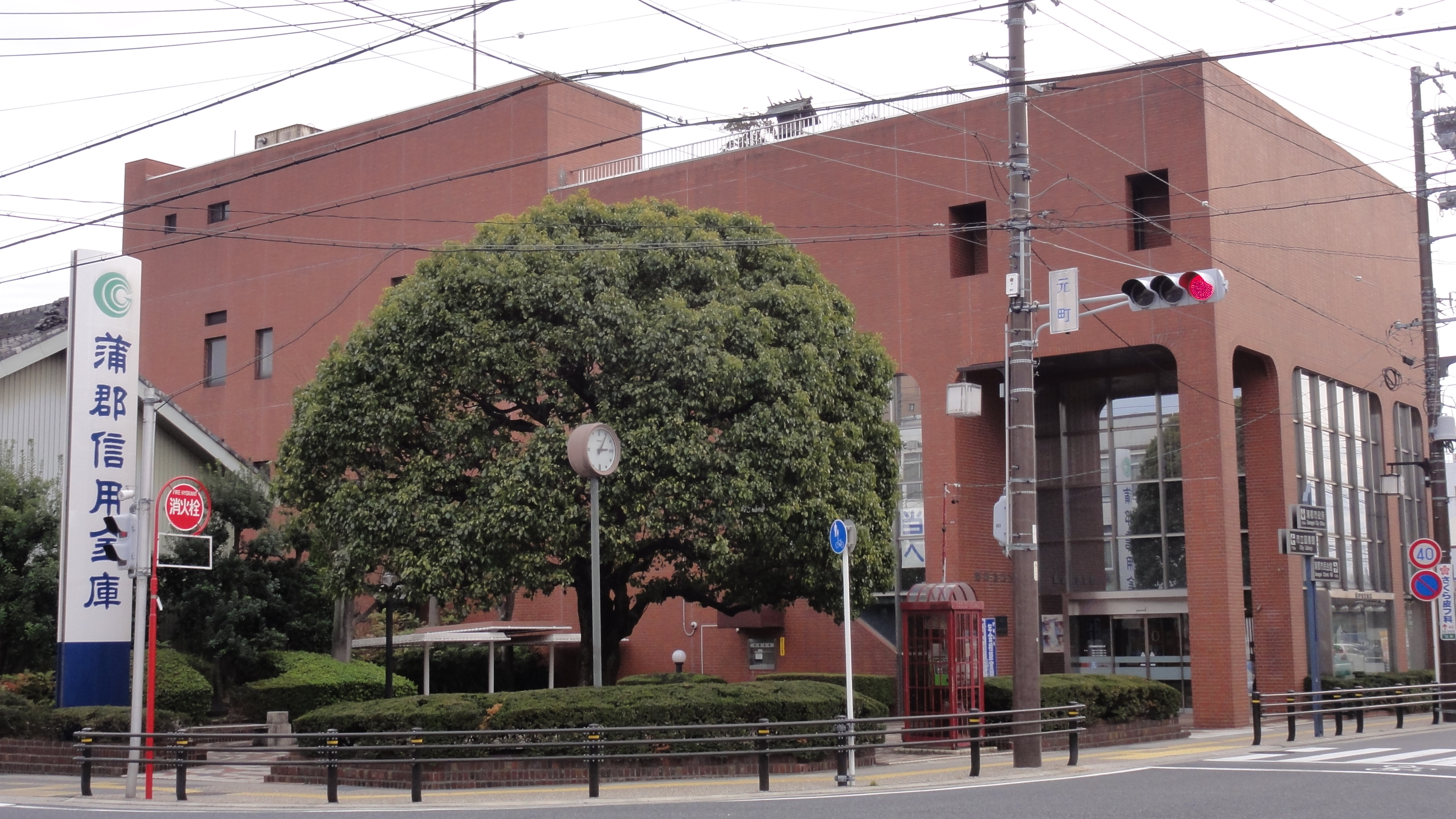
移転前の蒲郡信用金庫旧本店

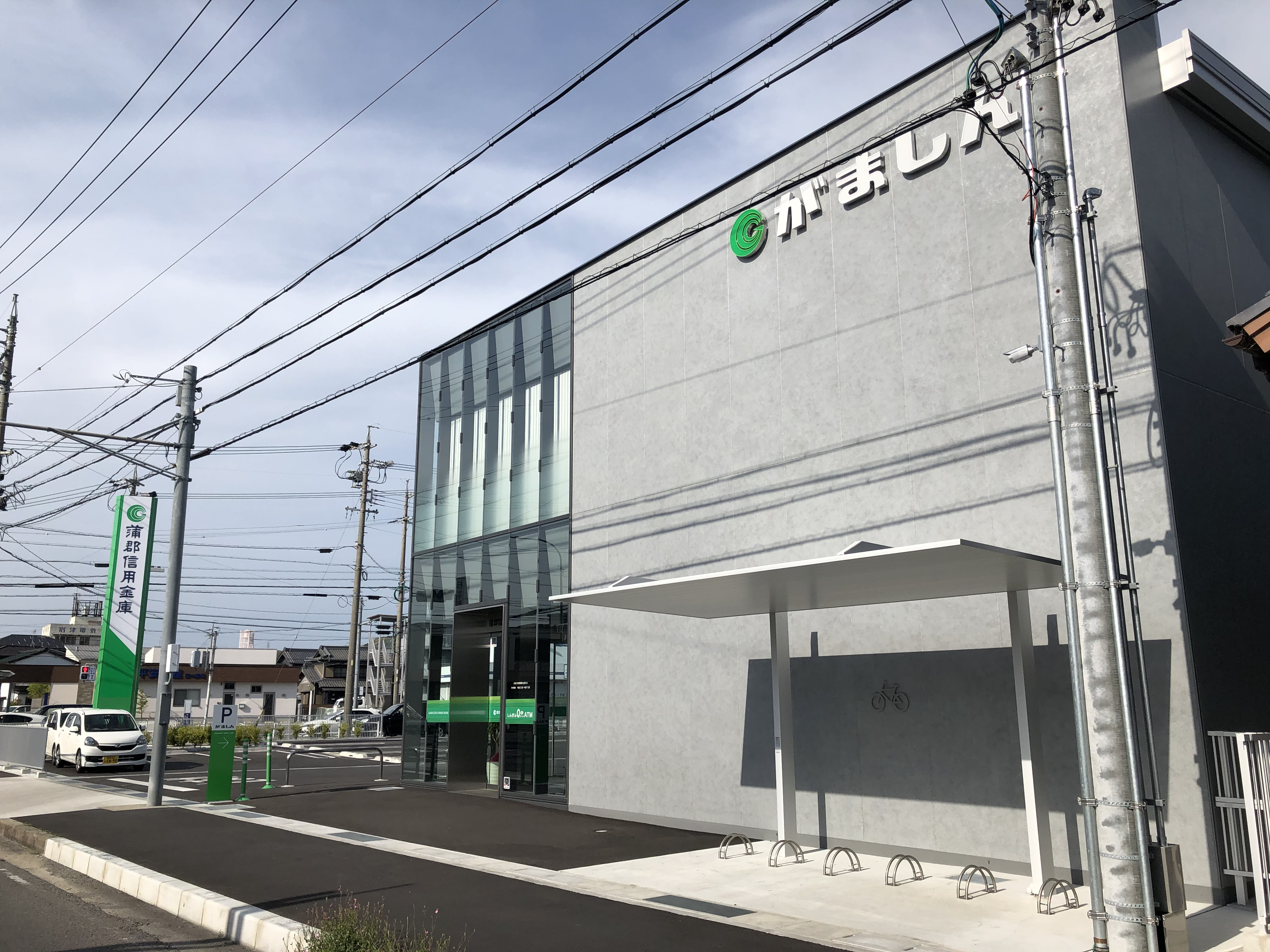
岡崎北支店（岡崎市百々町）

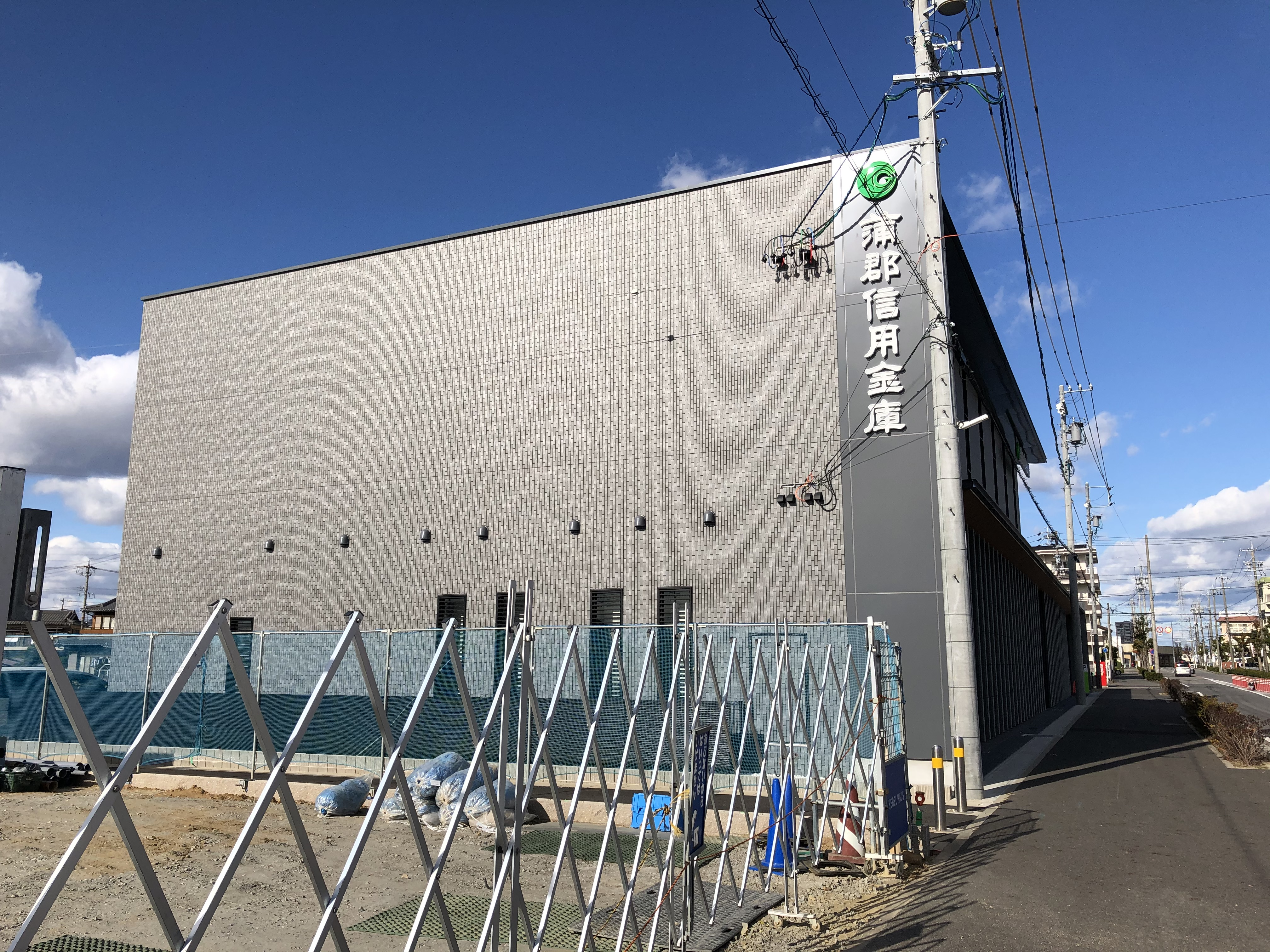
岡崎南支店（岡崎市柱町）

- 1948年（昭和23年）4月1日 - 蒲郡信用組合として設立。
- 1950年（昭和25年）4月 - 信用協同組合に転換・改組。
- 1951年（昭和26年）10月 - 信用金庫に転換、蒲郡信用金庫に改組。
- 1959年（昭和34年）8月15日 - シンボルフラワーを「ゆり」に制定。
- 1974年（昭和49年）6月13日 - シンボルマークを制定。
- 2003年（平成15年）
  - 6月2日 - 「アンパンマン」を新イメージに採用。
  - 7月7日 - セブン銀行とATMを提携。
- 2007年（平成19年）10月9日 - 約300信用金庫が利用する信金共同事務センターに加盟し、「新総合オンラインシステム」への移行に伴い、通帳・キャッシュカードの内容を一新。
- 2009年（平成21年）6月8日 - ICキャッシュカードの発行を開始。
- 2015年（平成27年）5月7日 - 本店が蒲郡市神明町に移転。
- 2020年（令和2年）1月27日 - この日から磁気の影響を受けにくい新しい通帳（Hi-Co通帳）を取扱開始した(Hi-Co通帳に対応していない信用金庫ATMではHi-Co通帳は使えない。) [2]。

## スポンサー

### 現在の提供番組
- シューイチ（日本テレビ） - 日本テレビの系列局中京テレビにて東海3県向けに提供。